# Frane Selak
Frane Selak (14 de junio de 1929-30 de noviembre de 2016) fue un profesor de música de nacionalidad croata al que se le adjudica haberse salvado de siete accidentes mortales y luego haber ganado la lotería en el año 2003, siendo denominado por la prensa como «el hombre con más suerte del mundo» y, al mismo tiempo, como el «hombre con peor suerte del mundo».

## Encuentros con la muerte
La primera experiencia de Selak ocurrió en enero de 1962 cuando viajaba en tren y este descarriló y cayó a un río.  Una persona logró sacarlo del vagón a tiempo, mientras que el resto de los 17 pasajeros murieron ahogados. Selak sufrió hipotermia y una fractura de brazo. El siguiente año, durante su primer y único paseo en avión, fue expulsado al vacío de forma violenta al explotar la puerta y cayó sobre un pajar cerca de una granja; el avión se estrelló, muriendo el resto de los 19 pasajeros. Tres años después de ese suceso, en 1966, el autobús en el que viajaba se desvía del camino y cae en el río, matando a 4 pasajeros. Selak se salvó nadando hacia la orilla, con apenas unos cortes y moretones.
En 1970, su vehículo se incendió mientras conducía y salió por la puerta treinta segundos antes de que explotara el tanque. Tres años después, en otro incidente, el motor de su coche se manchó con aceite caliente producto de una bomba que funcionaba mal, causando que las llamas se propagaran por el conducto de ventilación. Selak se incendió el cabello pero no tuvo heridas. En 1995, fue atropellado por un autobús en Zagreb, pero solo tuvo heridas menores. En 1996, eludió una colisión de trompa contra un camión de las Naciones Unidas en la curva de una montaña.  Al desviarse, Selak saltó hacia afuera y se sujetó a un árbol antes de que su vehículo cayera por un barranco de 90 metros. Selak no estaba usando en ese momento el cinturón de seguridad.

## Ganador de la lotería
En 2003, dos días después de cumplir 74 años, Selak ganó 800 000 euros en la lotería. Durante este período, se casó por quinta vez. En 2010, luego de comprarse dos casas y un bote con sus ganancias, decidió dar la mayoría de su dinero a la familia y amigos, y vivir una vida sencilla.